# Drava
La Drava (in tedesco e in friulano Drau, in ungherese Dráva, in croato e in sloveno Drava) è un affluente del Danubio, che nasce nel comune italiano di San Candido (nelle vicinanze della sella di Dobbiaco, spartiacque tra il bacino del Mar Adriatico e quello del Mar Nero) ai piedi della Cima Nove (nella cosiddetta "Foresta delle canne"), nel parco naturale Tre Cime. Con i suoi 749 chilometri dalla sorgente alla confluenza col Danubio, è il più lungo tra i fiumi che scorrono, anche solo in parte, in Italia. Il nome è attestato anche da scrittori dell'epoca romana come Plinio (Draus), Sesto Rufo (Dravus) e Strabone (Drabo).

## Geografia
Il fiume è lungo 749 chilometri: questa lunghezza lo rende il maggiore fiume che nasce in Italia e il più lungo tra quelli che scorrono almeno parzialmente su territorio italiano, le acque della sua sorgente percorrono 2.224 chilometri prima di gettarsi in mare.
È il quarto affluente del Danubio per lunghezza, dopo Tibisco, Prut e Sava. Il suo bacino idrografico copre un'area superiore agli 11.000 km² che si estende su 5 Stati e la sua portata media alla foce è di 670 m³/s. Nell'abitato di San Candido quello che è ancora un piccolo rigagnolo, riceve il primo affluente di rilievo, il Rio Sesto, molto più ricco di acque.
Pochi chilometri a valle della sorgente, in località Prato alla Drava, riceve le acque del Rio Colba, che segna il confine fra i due paesi in quel tratto, ed entra in territorio austriaco. Costeggiato da una celebre pista ciclabile, dopo circa 30 chilometri giunge a Lienz, piegando a sud-est dove riceve le acque dell'Isel, che nel periodo estivo generalmente sono più copiose di quelle della Drava stessa. Il fiume entra quindi nella parte alta dell'omonima valle che termina, circa 55 chilometri dopo Lienz, a Möllbrücke, dove la Drava viene arricchita dall'apporto del Möll.
Il fiume riprende la direzione sud-est, oltrepassa Spittal e giunge a Villaco, dove confluisce il Gail, le cui acque rendono il corso d'acqua navigabile. A valle della città, la Drava si inoltra nella Rosental, oltrepassata Klagenfurt riceve il Gurk ed il Lavant. Entra poi in Slovenia e bagna Maribor (che con 105.000 abitanti è il principale centro della Slovenia nord-orientale). Pochi chilometri dopo esce dal territorio sloveno ed entra in Croazia.
Nei pressi di Legrad, dove riceve la Mura, comincia a segnare il confine tra questo Paese e l'Ungheria.
Bagna infine Osijek (che con 115.000 abitanti è la città più popolosa che si affaccia sul fiume) e a nord di Aljmaš (a 7,49 chilometri a sud della città di Osijek) sfocia nel Danubio al confine tra la Croazia e la Serbia.

## L'ecosistema della Drava
Gli imponenti lavori di sistemazione e raddrizzamento del torrente compiuti negli ultimi 150 anni, soprattutto dopo le inondazioni negli anni 1965-1966, hanno fortemente danneggiato l'ecosistema del fiume. Ontaneti e paludi di pregio ecologico sono stati prosciugati e in gran parte distrutti, e nel Tirolo orientale e nella Carinzia numerosi tratti della Drava sono stati ridotti a corsi d'acqua residuali, a causa della costruzione di impianti idroelettrici.
Nel 1998, su un tratto di circa 70 km, dal confine del Tirolo orientale fino a sud di Spittal an der Drau in Carinzia, la Drava è stata individuata come area di tutela Natura 2000. Nell'ambito di un progetto incentivato dall'UE ne sono stati rinaturalizzati alcuni tratti, anche attraverso la realizzazione di importanti ampliamenti.
Molte specie ittiche, in origine diffuse nella Drava superiore e particolarmente degne di tutela – come ad esempio il cobite comune (Cobitis taenia), il cobite barbatello (Barbatula barbatula), lo scazzone (Cottus gobio), la sanguinerola (Phoxinus phoxinus) e il rodeo amaro (Rhodeus sericeus) – nel frattempo sono scomparse o divenute rare.
Anche il salmone del Danubio (Hucho hucho), predatore appartenente alla famiglia dei salmonidi un tempo molto diffuso nella Drava, in seguito a inquinamenti, regolazioni e costruzioni di centrali idroelettriche è sempre meno presente e a oggi si incontra quasi solo negli affluenti della riva orografica destra del Danubio.
Prima della regolazione del fiume e del prosciugamento degli ontaneti circostanti, la Drava era un ottimo biotopo per i gamberi di fiume (Austropotamobius pallipes), che oggi resistono solamente nella Drava superiore.

## Galleria d'immagini

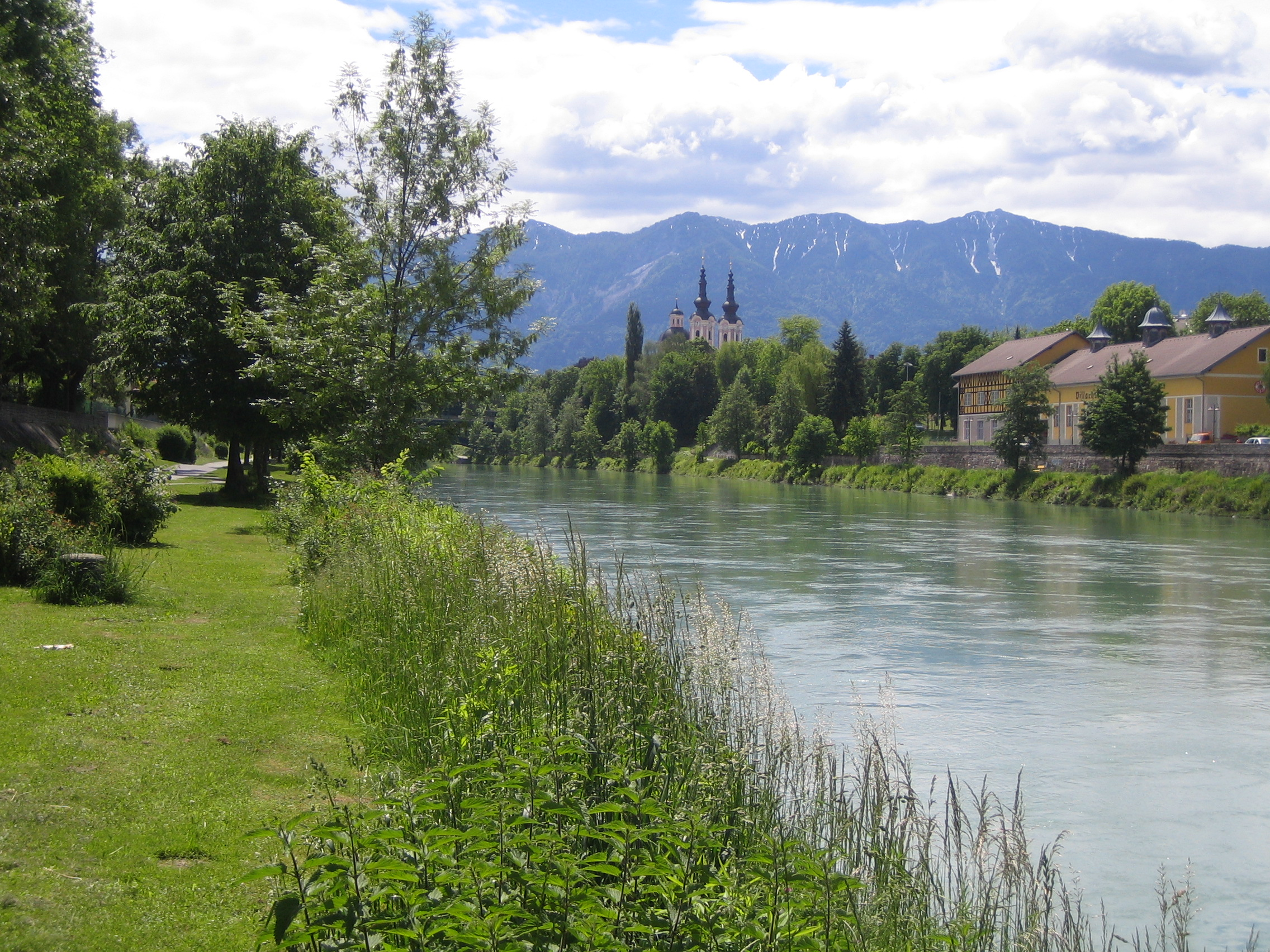
La Drava a Villaco
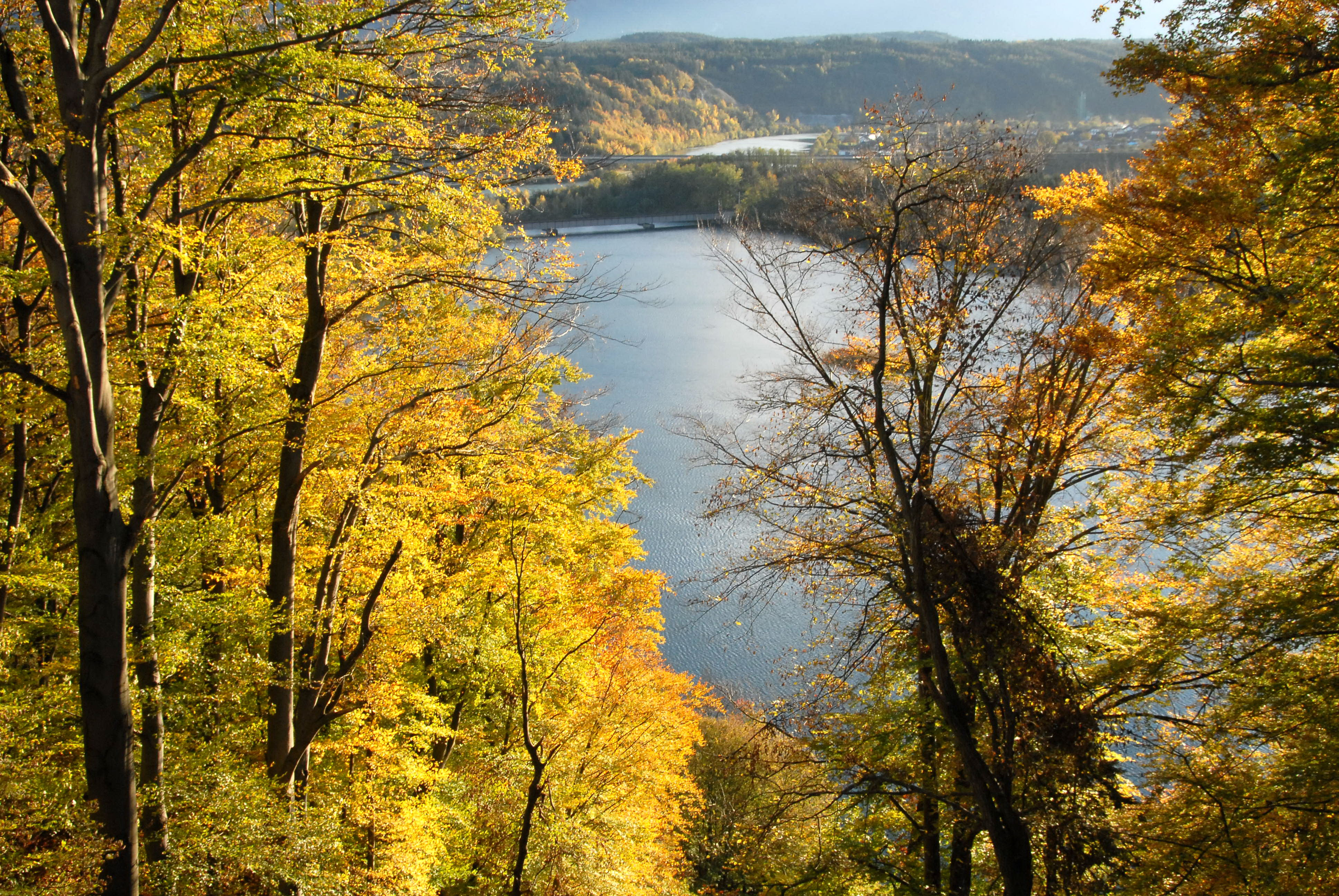
Autunno sulla Drava presso Kloster Wernberg
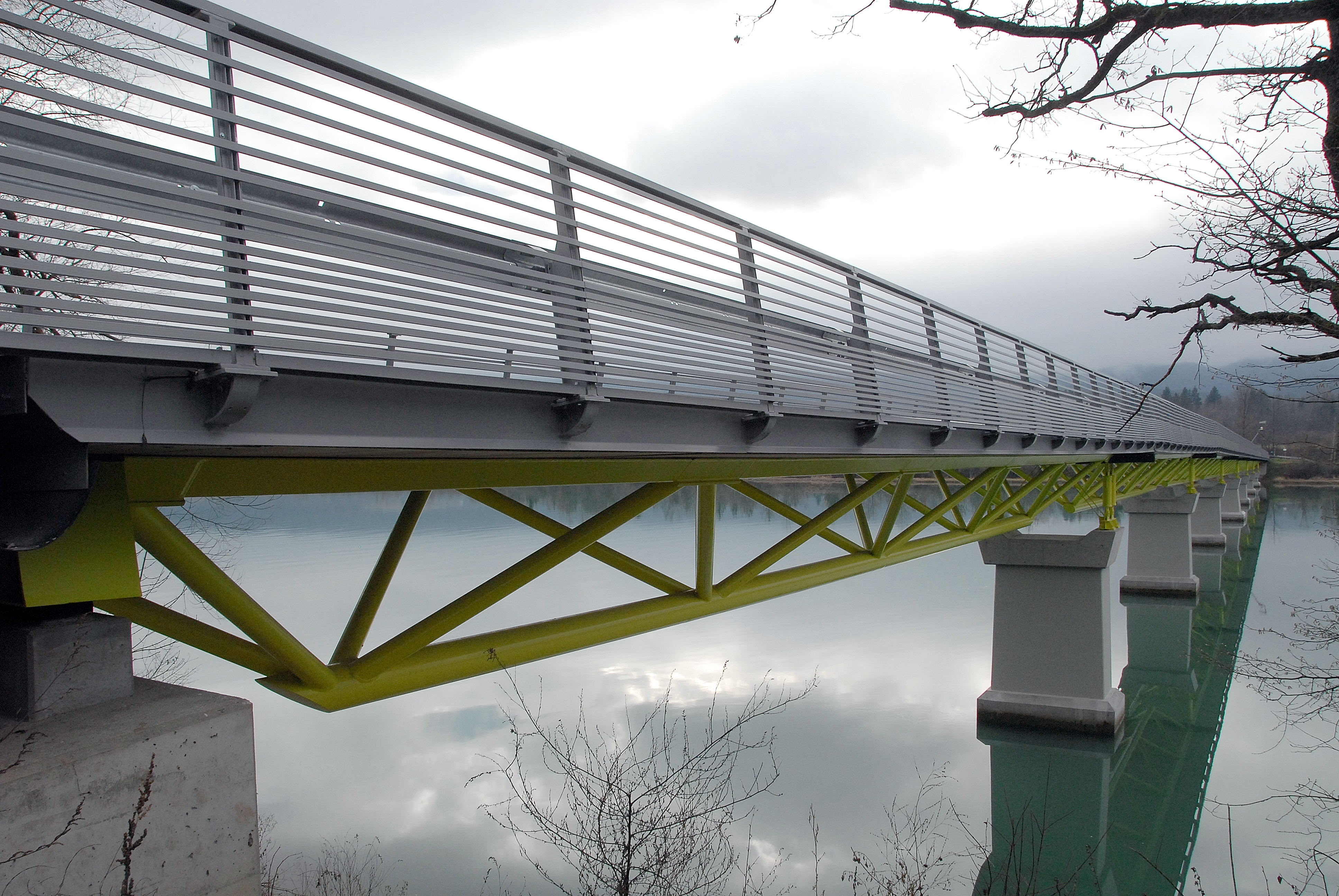
Ponte sulla Drava presso Selkach
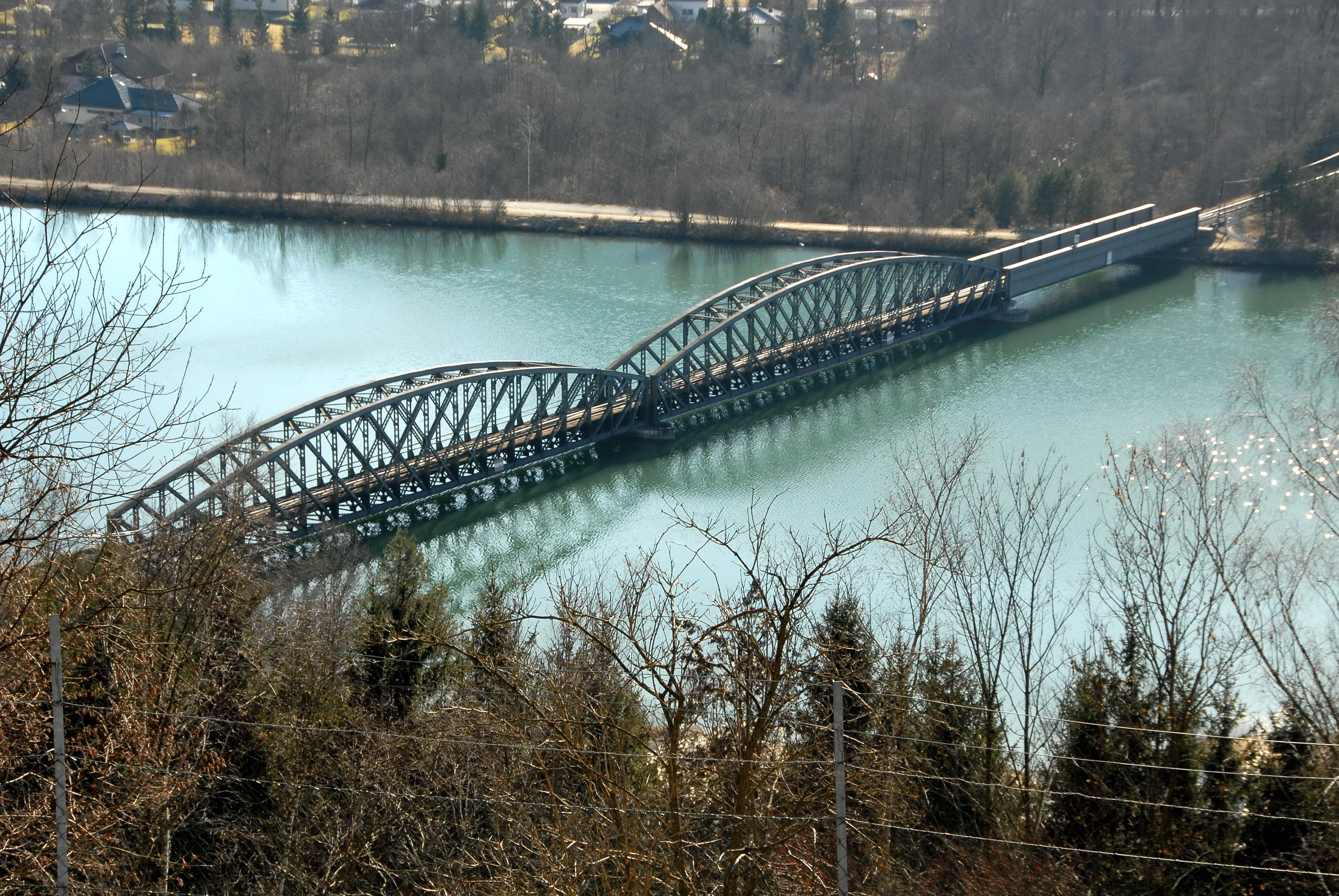
Ponte ferroviario sopra il Ferlacher Stausee presso Strau
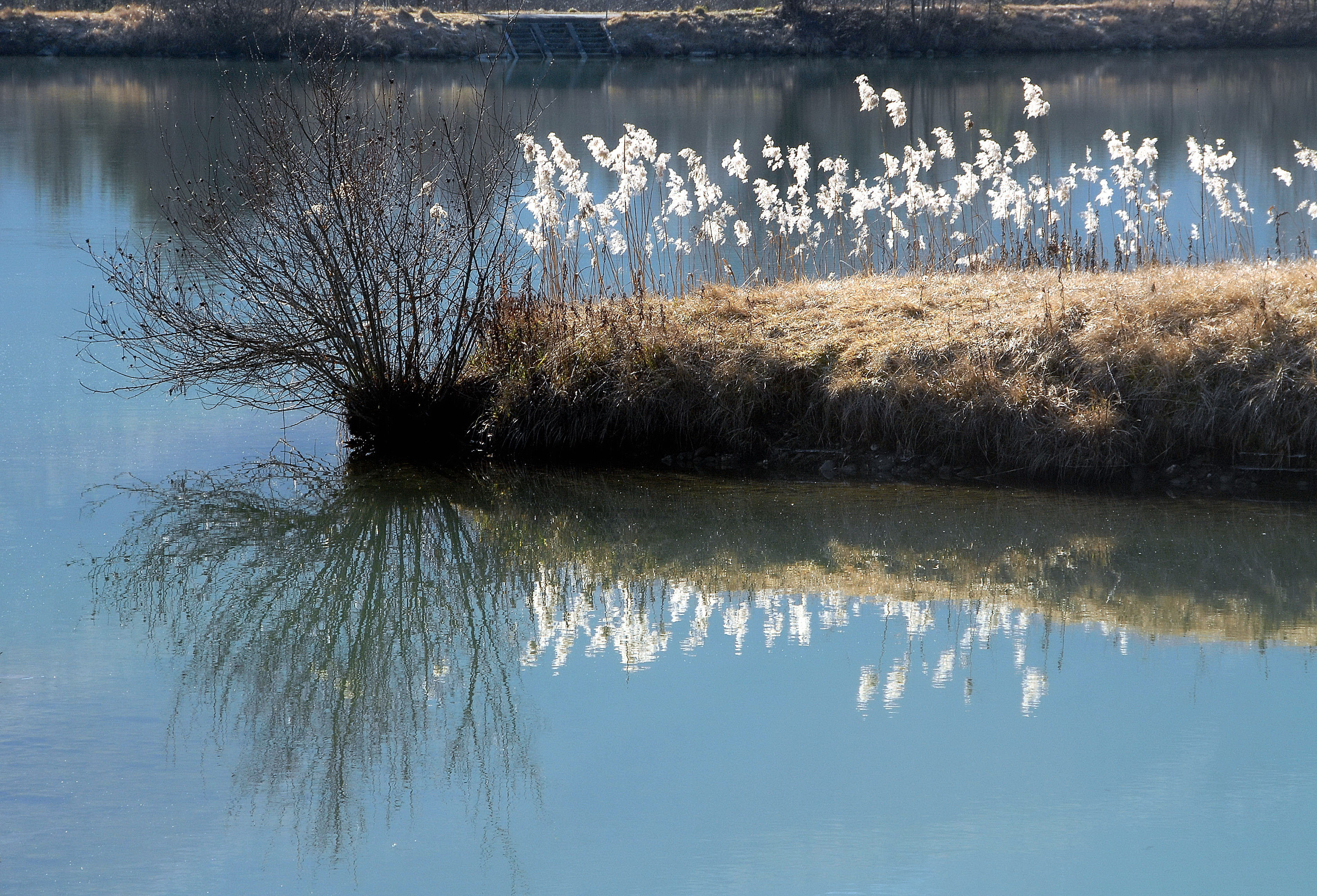
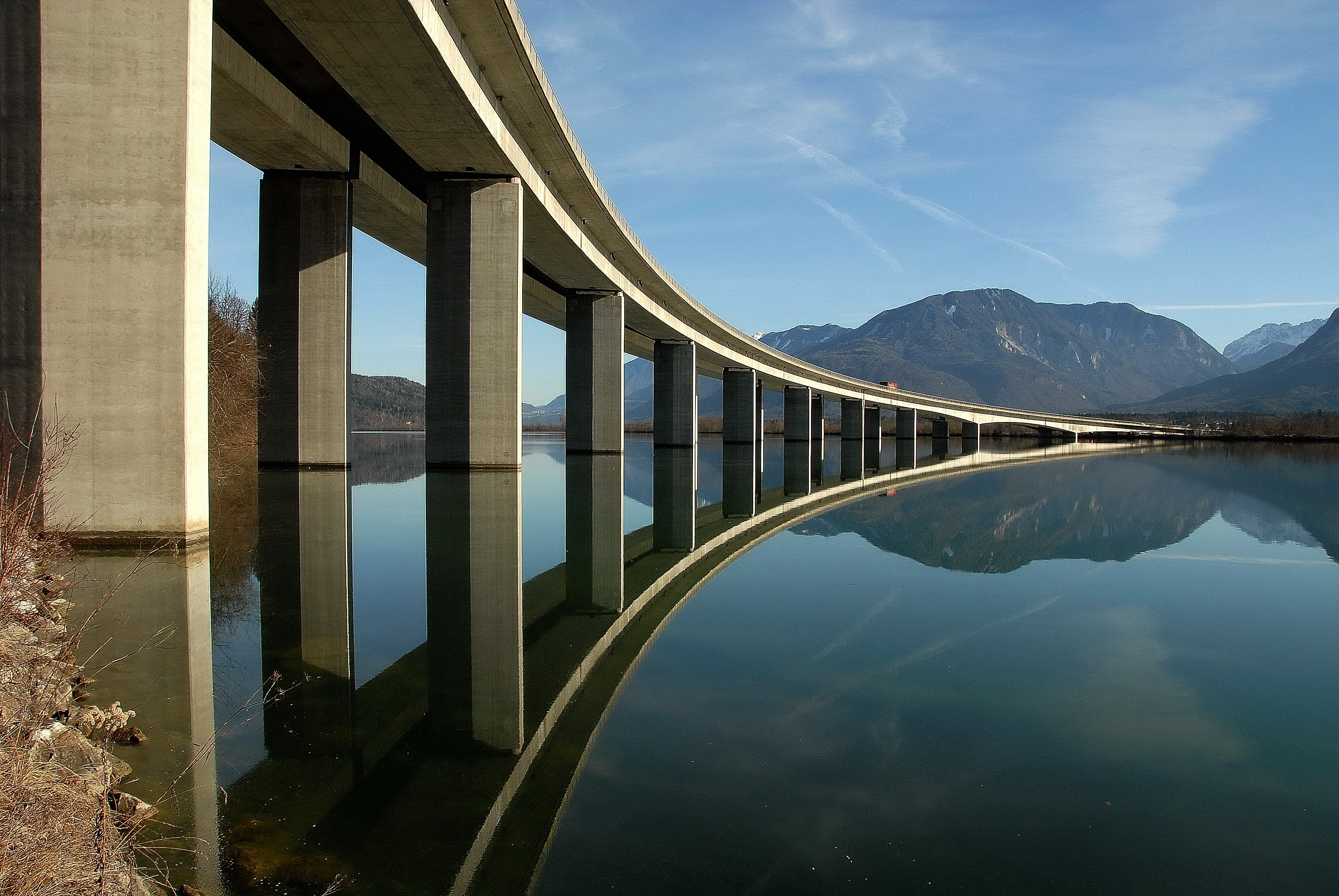
Ponte stradale sul Ferlacher Stausee
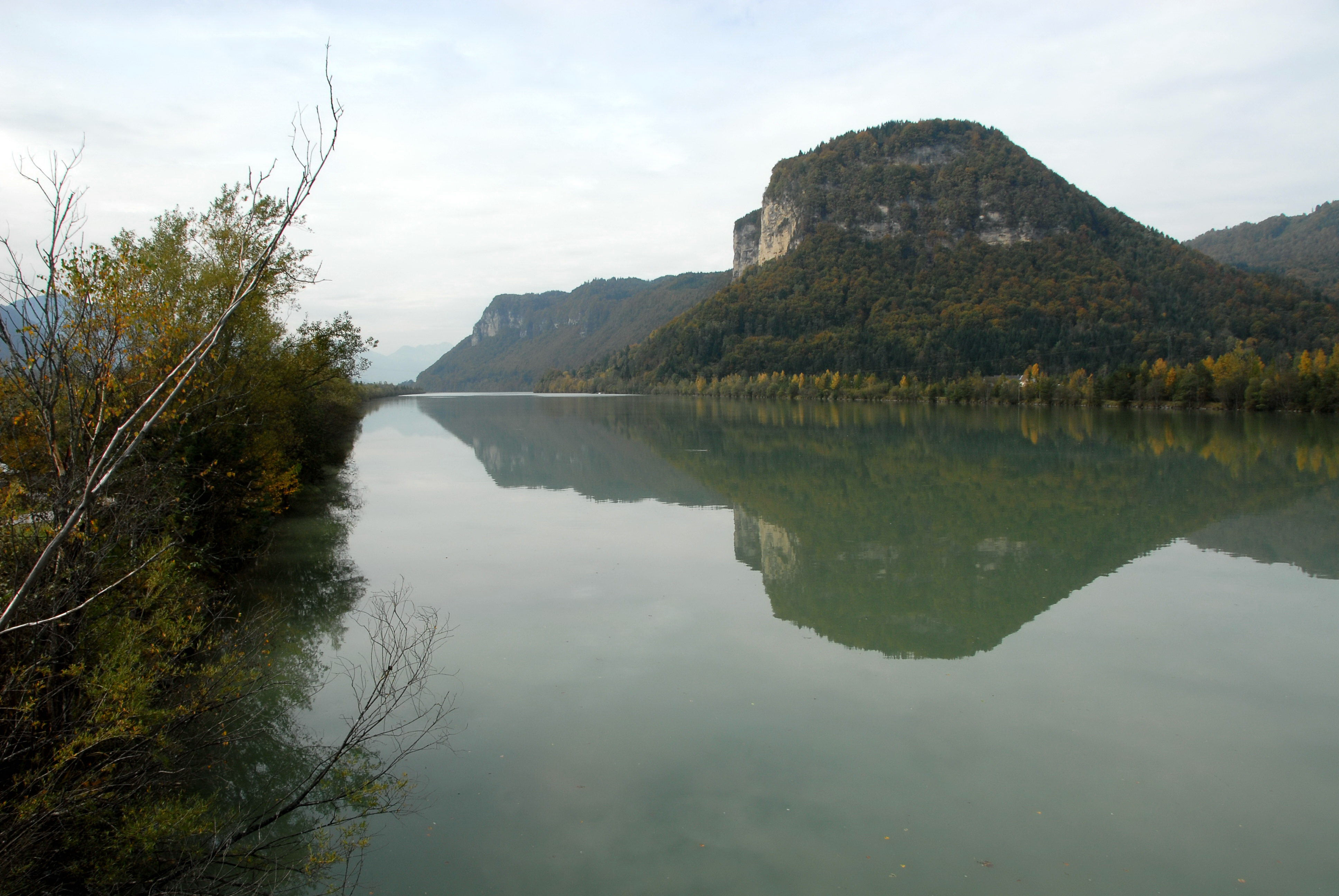
La Drava presso Rottenstein
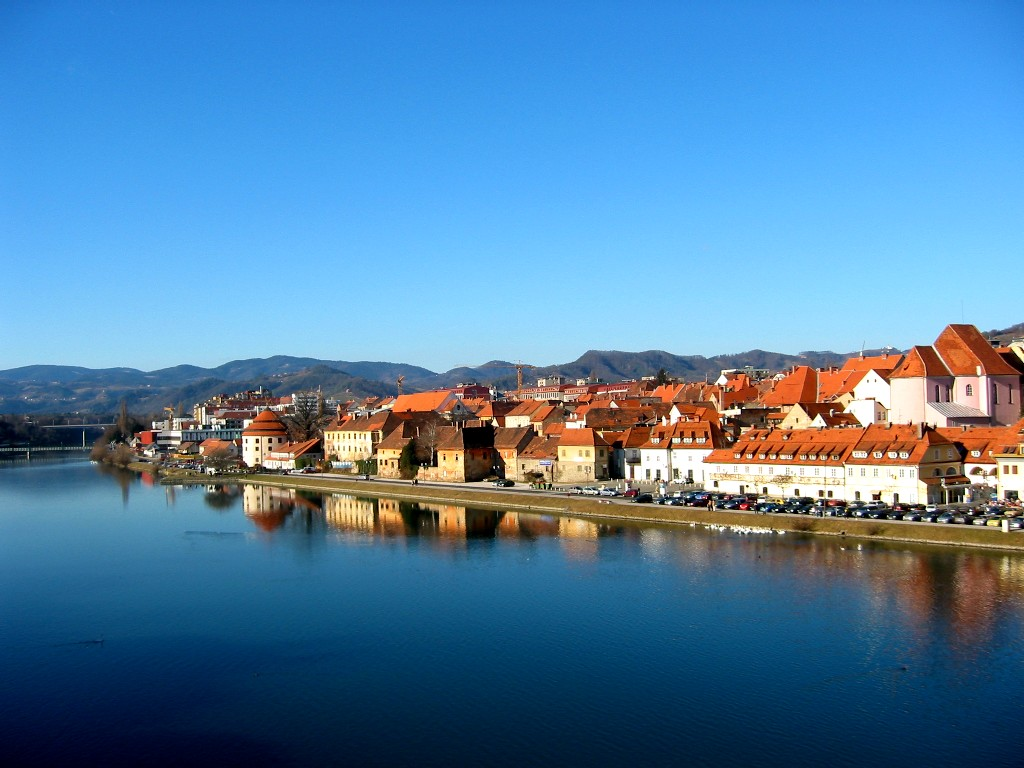
La Drava presso Maribor in Slovenia
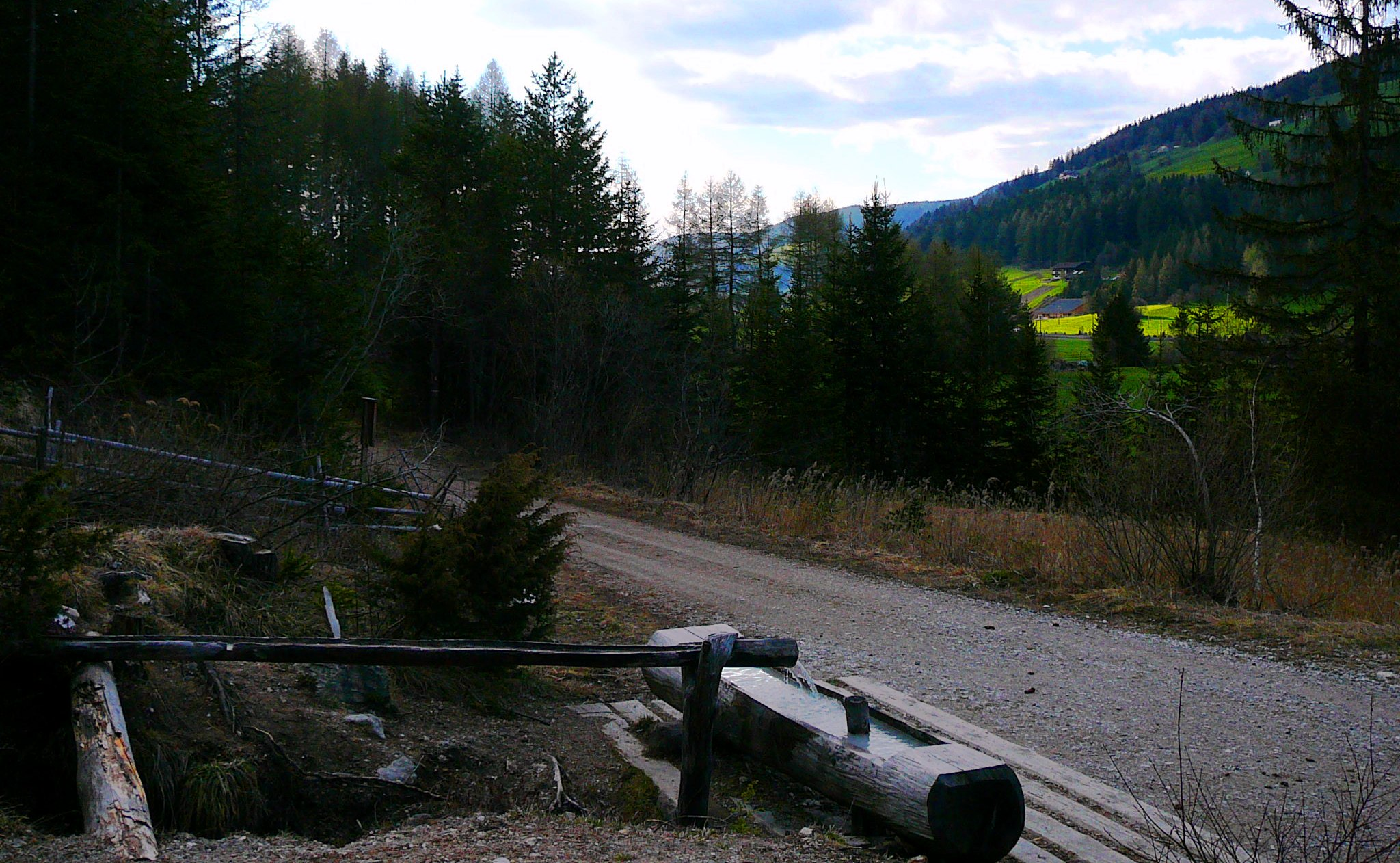
Le sorgenti della Drava tra Dobbiaco e San Candido
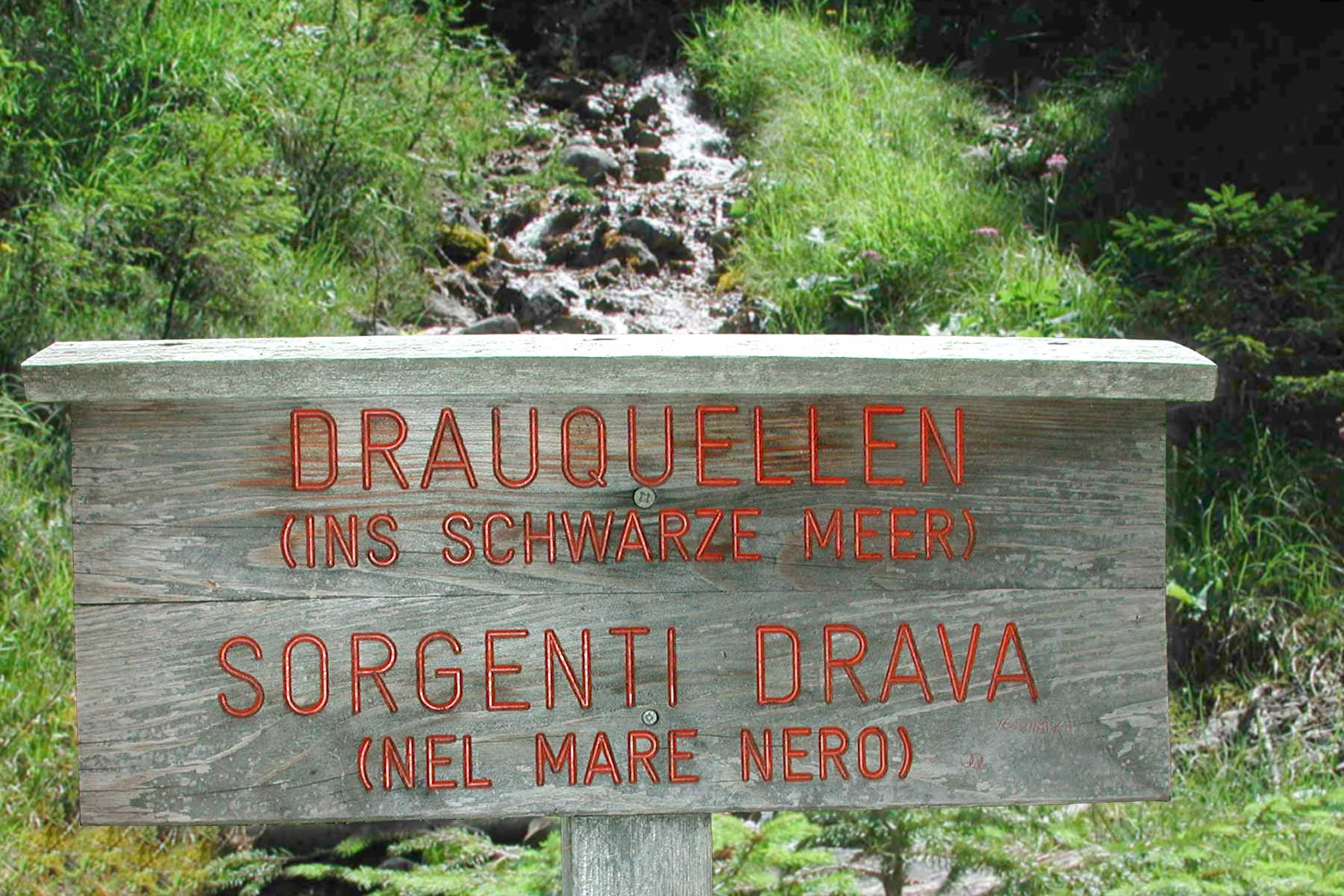
Le sorgenti della Drava in Italia, tra Dobbiaco e San Candido
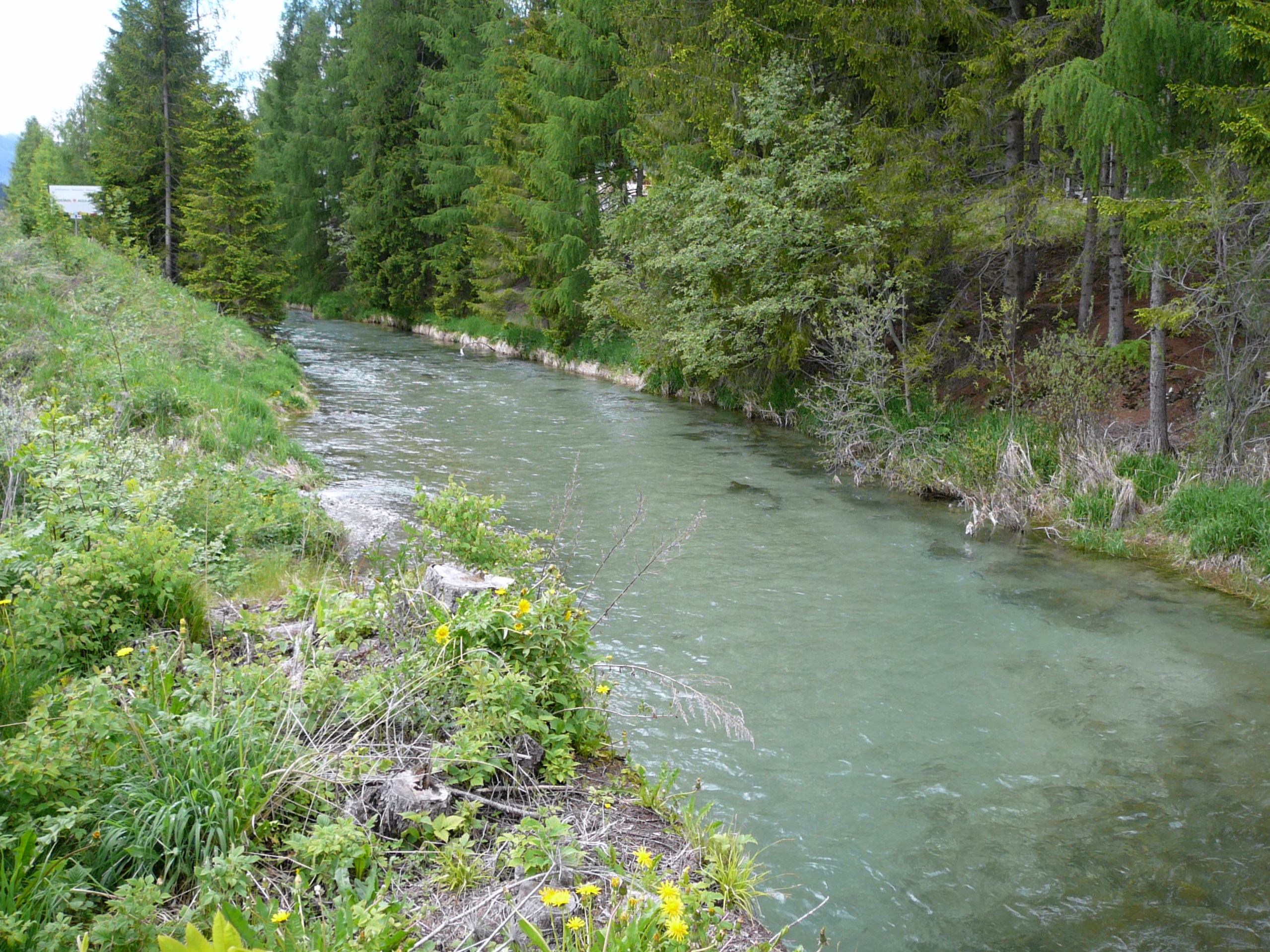
La Drava al confine italo-austriaco